# Poznan
Poznan, también llamada tradicionalmente en español Posnania (en polaco: Poznań, pronunciado /ˈpɔznaɲ/ (escucharⓘ); en alemán: Posen, pronunciado /ˈpoːzn̩/ⓘ), es una de las más antiguas y grandes ciudades de Polonia (quinta por población absoluta y sexta por extensión geográfica), situada a orillas del río Varta. Tiene una población estimada, a mediados de 2021, de 530 464 habitantes.
Capital de la región de Gran Polonia y sede de la archidiócesis de Poznan, Poznan se encuentra entre Berlín (270 km) y Varsovia (300 km) y es un importante nudo ferroviario y vía de comunicación por carretera en el país (carreteras europeas E30 y E261); posee además un aeropuerto internacional.
Poznan es reconocida por ser la cuna de la nación polaca, por cumplir en el pasado la función de capital del Estado y por ser la residencia de los monarcas polacos. Por el nombramiento del presidente de la nación, Lech Kaczyński, con fecha 11 de diciembre de 2008, fue declarada Conjunto Histórico, en Recuerdo de la Memoria Histórica.

## En la actualidad
Poznań es un dinámico centro empresarial, académico, científico y cultural. Es un centro industrial (con grandes empresas como Volkswagen, MAN, Unilever, Beiersdorf, Bridgestone, Imperial Tobacco, Kompania Piwowarska) y de servicios, con la anual Feria Internacional de Poznan y 80 exposiciones diversas. Las ferias de muestras, reuniones y congresos atraen cada año 500 000 visitantes (lo que representa el 50 % del mercado ferial en Polonia), garantizando a la ciudad el segundo lugar entre las ciudades más importantes del turismo de negocios en toda la Europa Central y Oriental).

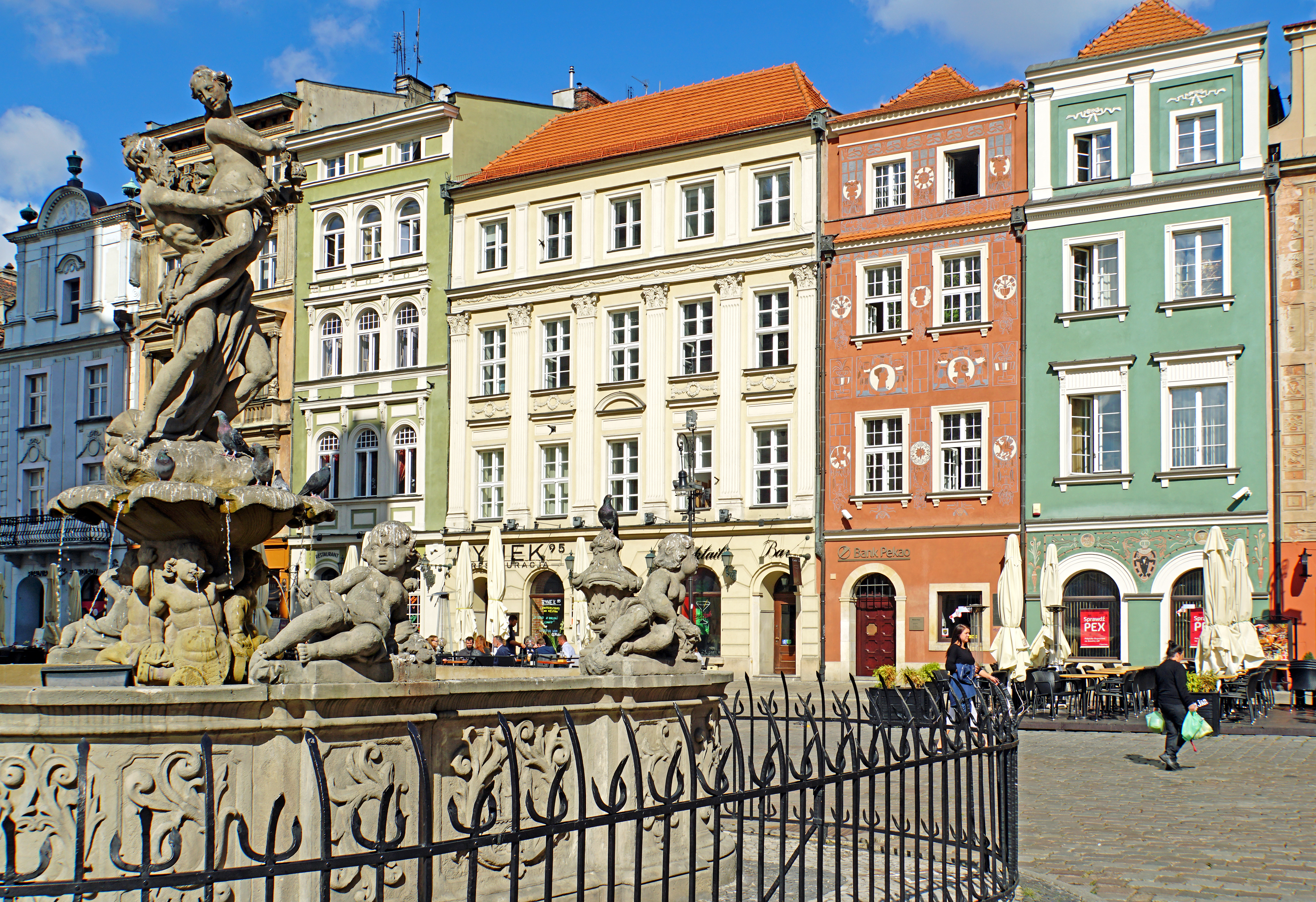
Antigua plaza mayor

En Poznań hay 22 universidades, donde en 2019/2020 estudiaban 102 164 estudiantes. Es la ciudad polaca que cuenta con la comunidad estudiantil más numerosa.
El mercado de trabajo es muy favorable a los ciudadanos. Poznan realiza la menor tasa de paro de todas ciudades polacas (2 % en marzo de 2009) y, a su vez, el voivodato en que se encuentra es el que menor paro tiene –menos del 10 %.

## Historia

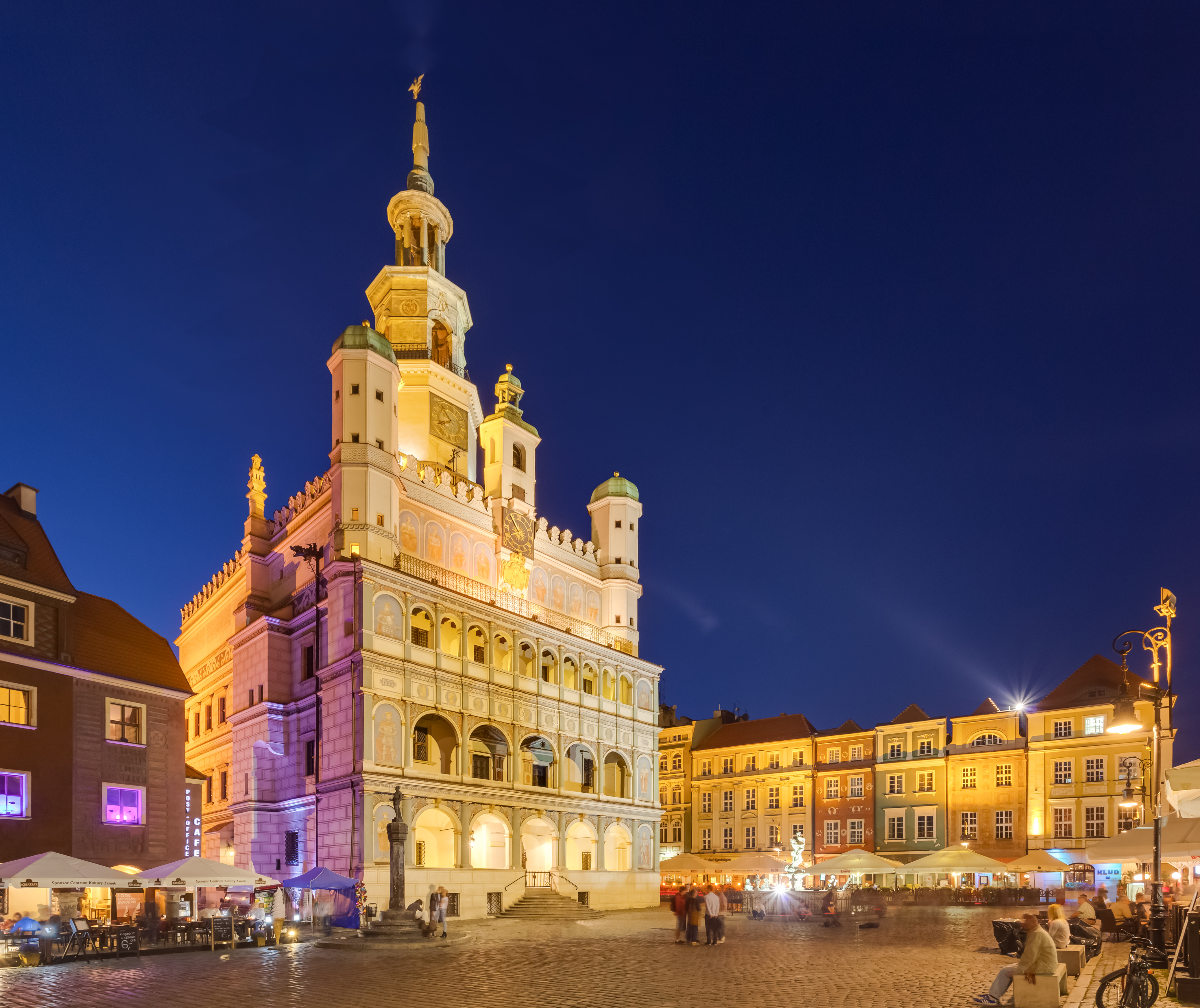
El Ayuntamiento de Poznan

Es una de las ciudades más antiguas de la actual Polonia. Es un importante centro histórico y la capital del Voivodato de Gran Polonia. Algunos historiadores piensan que Poznan fue la capital de Polonia en el siglo X, durante el gobierno de uno de los primeros knyaz de dinastía de Piastas. El territorio de influencia de la ciudad de Poznan recibe en polaco el nombre de Poznania, territorio que ocupa el centro-oeste de la región llamada Gran Polonia.
Es un lugar hipotético del acto simbólico de bautizar a «todos los polacos», cuando el príncipe Miecislao I se convirtió al cristianismo. Seguramente el primer obispo polaco, Jordan, se instaló en Poznam, en la actual isla de la Catedral, con la primera catedral (968).
Poznań fue la capital de la región de la Gran Polonia hasta que esta pasó al dominio de Prusia en 1793 con la segunda Partición de Polonia, cuando su área administrativa pasó a denominarse Prusia Meridional. En 1797 los límites de la ciudad fueron ampliados para incluir los asentamientos fuera de las murallas, y en 1800 se anexionó la isla de Ostrów Tumski (incluyendo la ciudad separada de Chwaliszewo) y áreas sobre la orilla derecha del Varta, incluyendo Śródka y las más pequeñas ciudades de Ostrówek y Łacina (San Roch).
Durante el levantamiento de la Gran Polonia de 1806, soldados polacos y voluntarios civiles colaboraron con los esfuerzos de Napoleón Bonaparte para expulsar a las fuerzas prusianas.
La ciudad formó parte del Ducado de Varsovia en 1807 y fue capital del departamento de Poznań. Sin embargo, tras el Congreso de Viena, la Gran Polonia fue devuelta a Prusia, y Poznan pasó a ser la capital del autónomo Gran Ducado de Posen. Después de las Revoluciones de 1848, Poznań se convirtió en capital de la provincia prusiana de Posen. Posteriormente fue integrada en el Imperio alemán al unificarse los estados alemanes en 1871.

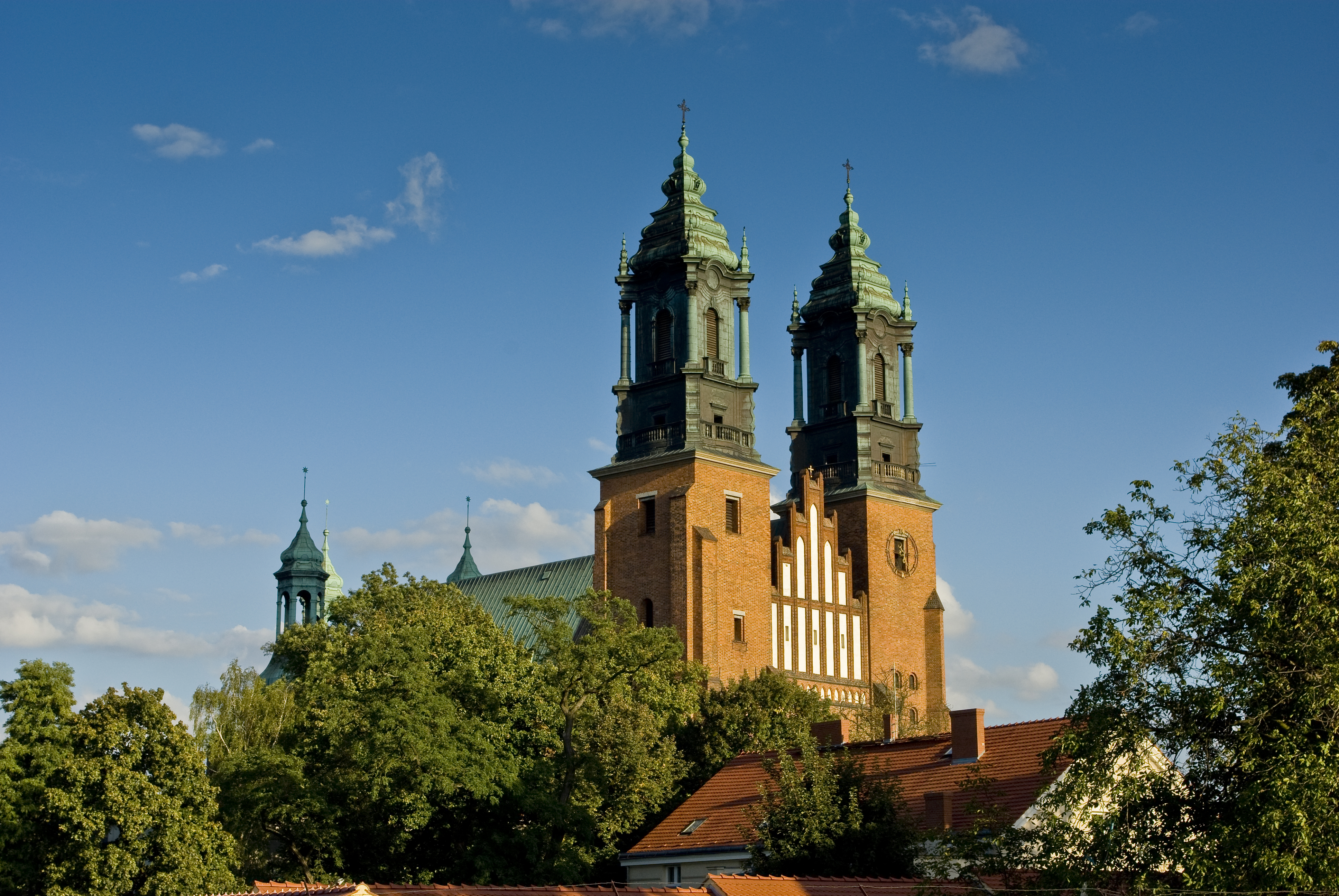
La catedral de Poznan es una de las más antiguas de Polonia

Tras la derrota del Imperio alemán en la Primera Guerra Mundial, tuvo lugar el alzamiento de la Gran Polonia (1918-1919), que liberó la ciudad, así como la mayor parte de la Gran Polonia. Durante la Segunda República polaca de entreguerras, fue la capital del Voivodato de Poznan. La Universidad de Poznan, ahora conocida como Universidad Adan Mickiewicz, fue fundada en 1919. Durante la Segunda Guerra Mundial, Polonia sufrió la ocupación nazi y la población fue reprimida con severidad. En 1945, Adolf Hitler declaró la ciudad una Festung (un lugar fortificado, en el cual las fuerzas alemanas obraron la última defensa). Como Poznan se encuentra en la ruta directa entre Berlín y Varsovia, el Ejército Rojo primero la sitió para luego asaltar la defensa alemana en la batalla de Poznan, que culminó con la toma de la ciudadela el 23 de febrero, causando graves daños a la ciudad. Desde el final de la guerra, Poznan ha sido la capital de su área circundante, a pesar de que las fronteras administrativas han sido modificadas en 1957, 1975 y 1999. Asimismo, Poznan es actualmente la sede del Voivodato de Gran Polonia, una de los 16 voivodatos de Polonia.
Las manifestaciones obreras y los combates contra las fuerzas comunistas de seguridad del 28 y 29 de junio de 1956 (protestas de Poznan de 1956) fueron algunos de los acontecimientos principales de la historia reciente de Polonia.
Poznan fue candidata a Capital Europea de la Cultura en 2016.

## Clima
| Parámetros climáticos promedio de Poznan (Aeropuerto de Poznan-Ławica (Polonia)), normales 1991–2020, extremos 1951–presente | Parámetros climáticos promedio de Poznan (Aeropuerto de Poznan-Ławica (Polonia)), normales 1991–2020, extremos 1951–presente | Parámetros climáticos promedio de Poznan (Aeropuerto de Poznan-Ławica (Polonia)), normales 1991–2020, extremos 1951–presente | Parámetros climáticos promedio de Poznan (Aeropuerto de Poznan-Ławica (Polonia)), normales 1991–2020, extremos 1951–presente | Parámetros climáticos promedio de Poznan (Aeropuerto de Poznan-Ławica (Polonia)), normales 1991–2020, extremos 1951–presente | Parámetros climáticos promedio de Poznan (Aeropuerto de Poznan-Ławica (Polonia)), normales 1991–2020, extremos 1951–presente | Parámetros climáticos promedio de Poznan (Aeropuerto de Poznan-Ławica (Polonia)), normales 1991–2020, extremos 1951–presente | Parámetros climáticos promedio de Poznan (Aeropuerto de Poznan-Ławica (Polonia)), normales 1991–2020, extremos 1951–presente | Parámetros climáticos promedio de Poznan (Aeropuerto de Poznan-Ławica (Polonia)), normales 1991–2020, extremos 1951–presente | Parámetros climáticos promedio de Poznan (Aeropuerto de Poznan-Ławica (Polonia)), normales 1991–2020, extremos 1951–presente | Parámetros climáticos promedio de Poznan (Aeropuerto de Poznan-Ławica (Polonia)), normales 1991–2020, extremos 1951–presente | Parámetros climáticos promedio de Poznan (Aeropuerto de Poznan-Ławica (Polonia)), normales 1991–2020, extremos 1951–presente | Parámetros climáticos promedio de Poznan (Aeropuerto de Poznan-Ławica (Polonia)), normales 1991–2020, extremos 1951–presente | Parámetros climáticos promedio de Poznan (Aeropuerto de Poznan-Ławica (Polonia)), normales 1991–2020, extremos 1951–presente |
| Mes | Ene. | Feb. | Mar. | Abr. | May. | Jun. | Jul. | Ago. | Sep. | Oct. | Nov. | Dic. | Anual |
| --- | --- | --- | --- | --- | --- | --- | --- | --- | --- | --- | --- | --- | --- |
| Temp. máx. abs. (°C) | 15.8 | 18.1 | 24.0 | 30.5 | 31.8 | 38.0 | 38.2 | 37.1 | 34.6 | 27.9 | 19.9 | 15.6 | 38.2 |
| Temp. máx. media (°C) | 2.1 | 3.7 | 8.1 | 15.0 | 19.8 | 23.1 | 25.2 | 24.9 | 19.5 | 13.3 | 7.1 | 3.2 | 13.8 |
| Temp. media (°C) | -0.4 | 0.5 | 3.8 | 9.5 | 14.1 | 17.5 | 19.5 | 19.1 | 14.3 | 9.1 | 4.4 | 0.9 | 9.4 |
| Temp. mín. media (°C) | -2.9 | -2.4 | 0.0 | 4.0 | 8.4 | 11.9 | 14.1 | 13.7 | 9.6 | 5.4 | 1.8 | -1.4 | 5.2 |
| Temp. mín. abs. (°C) | -28.5 | -28.0 | -21.4 | -8.6 | -3.9 | 0.5 | 3.8 | 3.2 | -1.7 | -8.3 | -15.2 | -24.9 | -28.5 |
| Precipitación total (mm) | 37.7 | 30.7 | 39.9 | 38.6 | 53.8 | 57.5 | 84.4 | 55.9 | 41.2 | 35.4 | 33.6 | 40.1 | 538.9 |
| Días de precipitaciones (≥ 0.1 mm)                                                                                           | 16.47 | 13.10 | 13.40 | 10.20 | 12.17 | 12.43 | 13.60 | 12.23 | 10.67 | 12.93 | 13.37 | 16.50 | 157.06 |
| Días de nevadas (≥ 0 cm) | 12.7 | 10.0 | 4.0 | 0.4 | 0.0 | 0.0 | 0.0 | 0.0 | 0.0 | 0.1 | 1.7 | 6.8 | 35.7 |
| Horas de sol | 50.8 | 71.8 | 123.1 | 211.1 | 255.4 | 257.3 | 268.5 | 252.7 | 165.2 | 112.7 | 53.9 | 36.6 | 1859.0 |
| Humedad relativa (%) | 86.9 | 83.2 | 76.5 | 66.8 | 67.4 | 68.0 | 68.6 | 69.6 | 76.6 | 82.7 | 88.3 | 88.5 | 76.9 |
| Fuente n.º 1: Institute of Meteorology and Water Management                                                                  | | | | | | | | | | | | | |
| Fuente n.º 2: Meteomodel.pl (extremas y humedad 1991–2020)                                                                   | | | | | | | | | | | | | |

## Tradición de fiestas

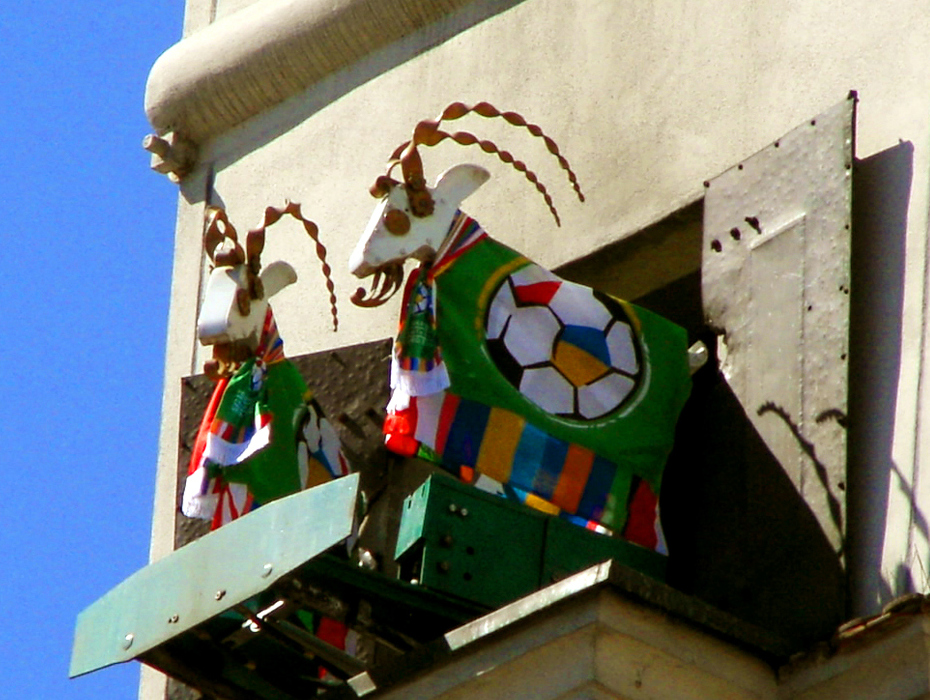
Koziołki Los cabritos, símbolo de la ciudad teniendo puesto un traje especial de Eurocopa 2012.

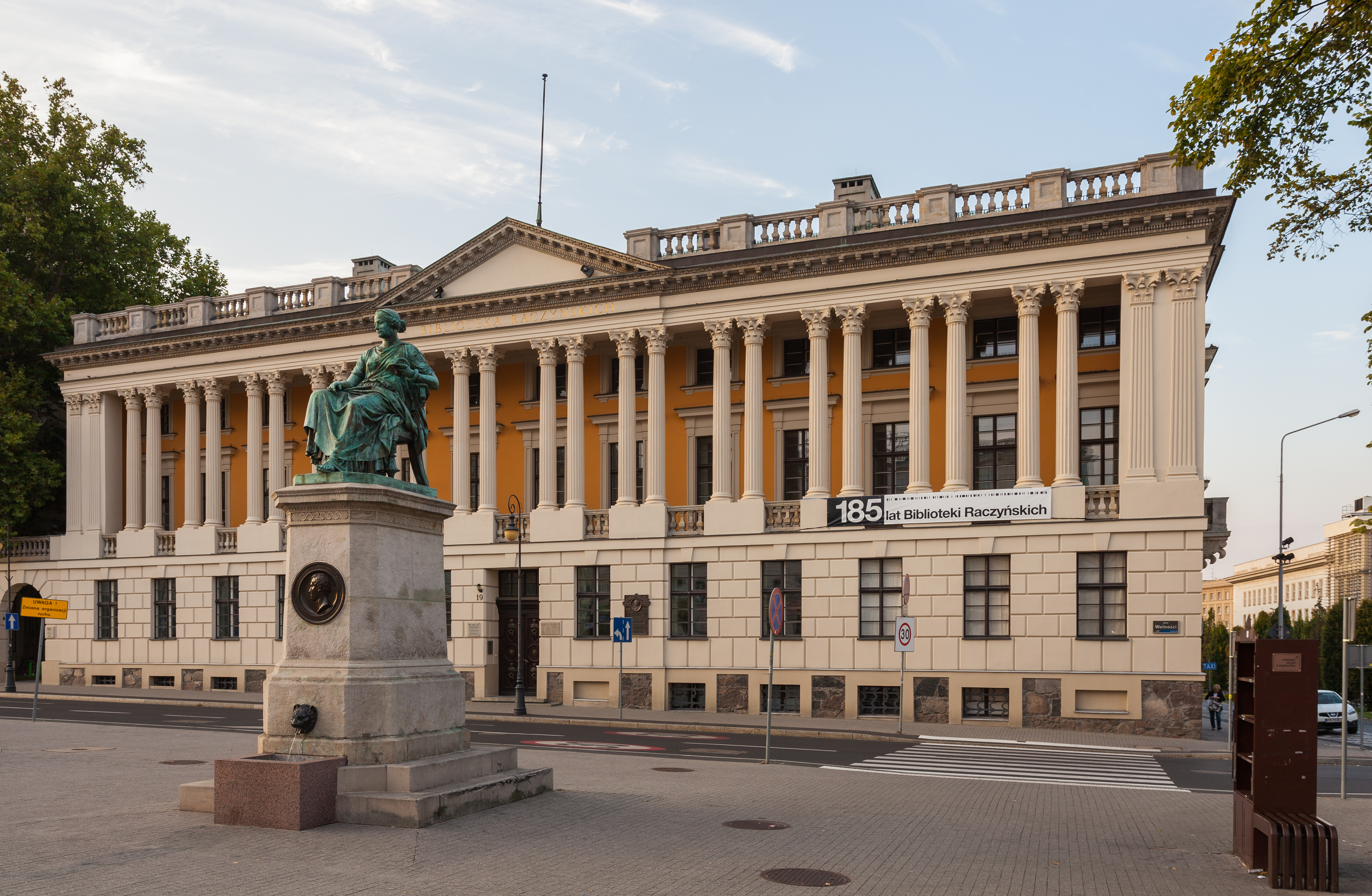
Biblioteca Raczynski.

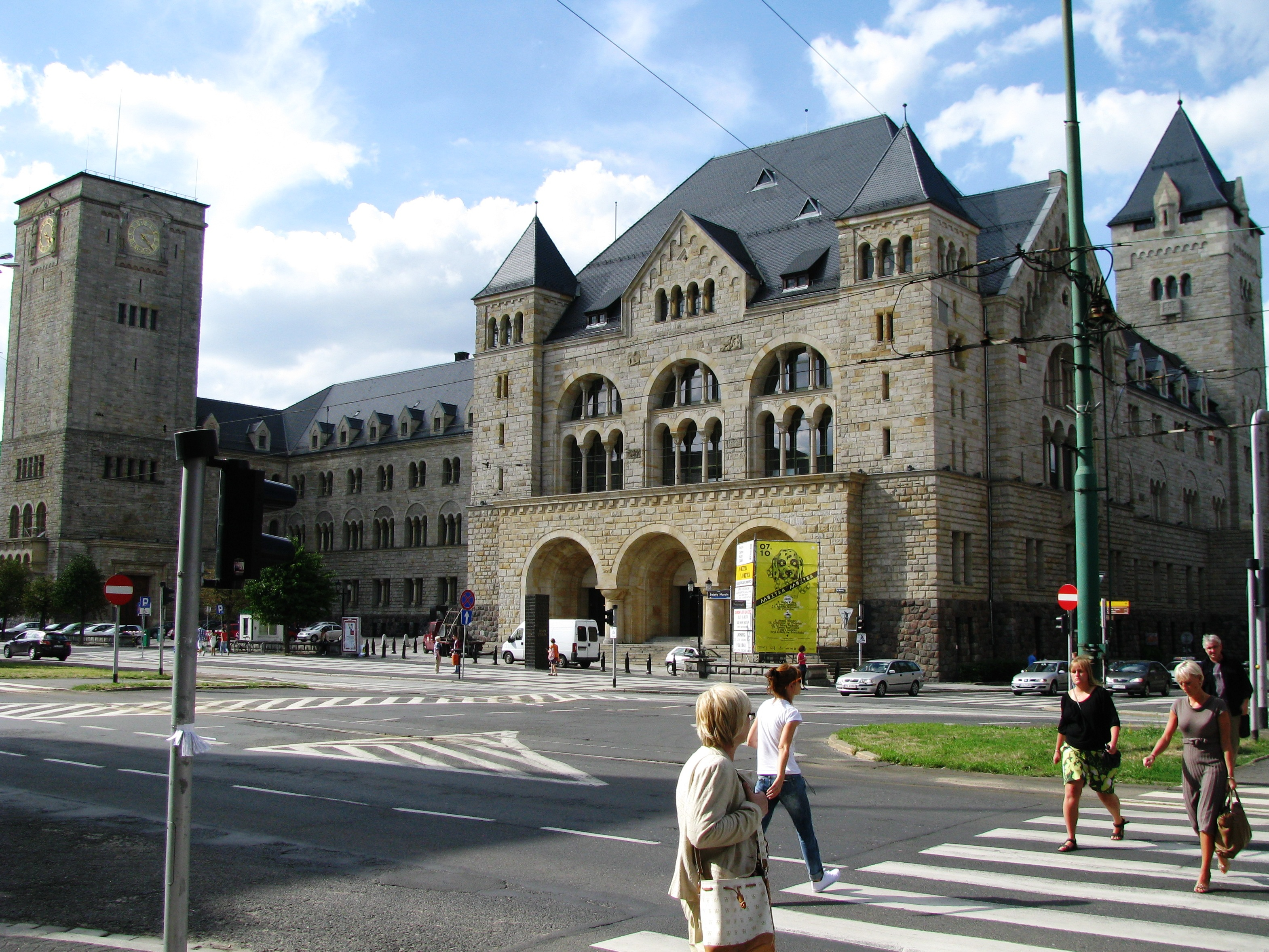
Castillo Imperial

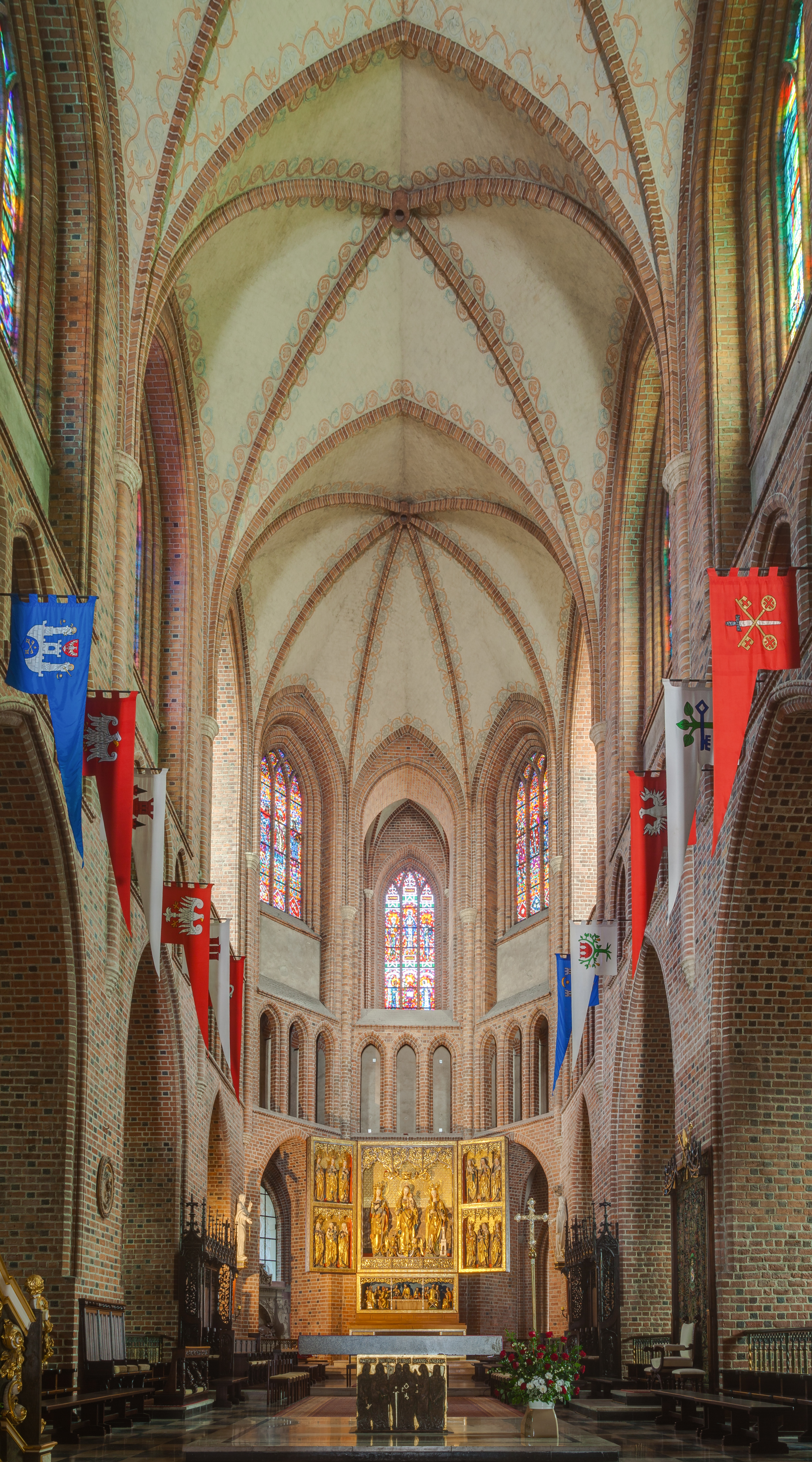
Interior de la catedral de Poznan.

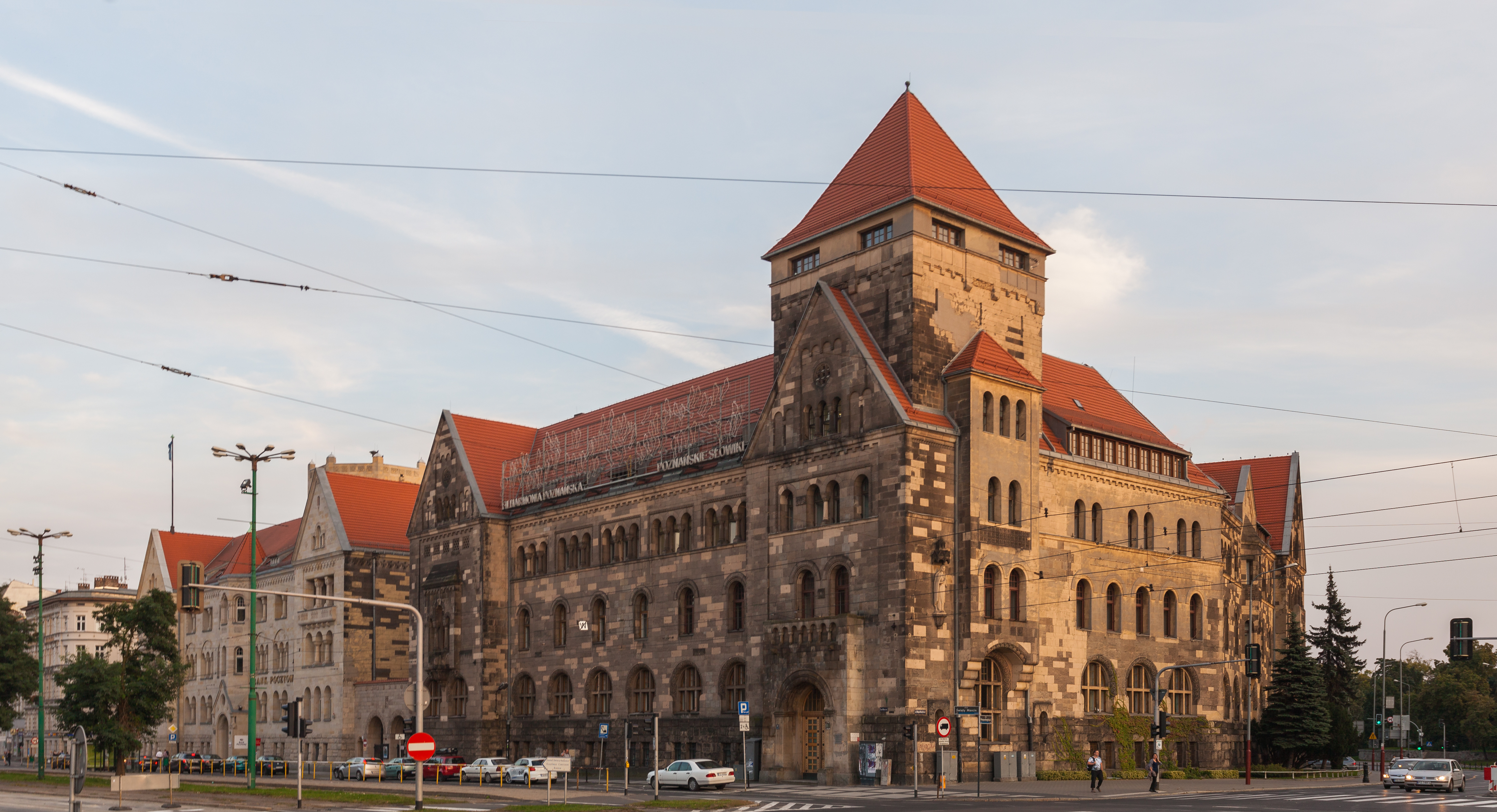
Filarmónica de Poznan.

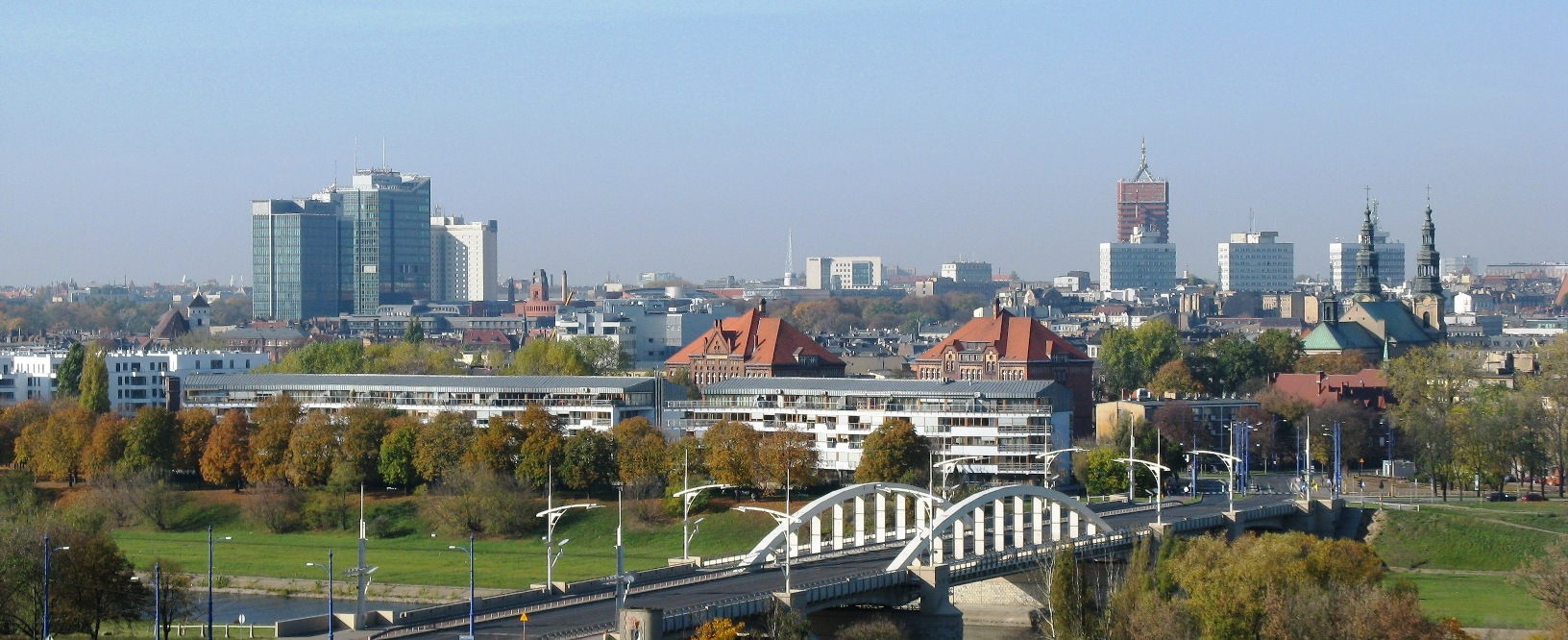
Panorama del centro urbano.

La fiesta más importante de la ciudad es el 11 de noviembre, la fiesta de San Martín. Una de las calles más importantes de la ciudad se llama "Św. Marcin" (San Martín).
Entre las fiestas más importantes destaca la Feria de San Juan (Jarmark Swietojanski) en la semana del 23 de junio, en la que se desgustan Bigos, compuestos de col agria, muy similar al sauerkraut alemán, y varios tipos de carnes frescas, embutidos y setas.

## Monumentos y sitios de interés turístico

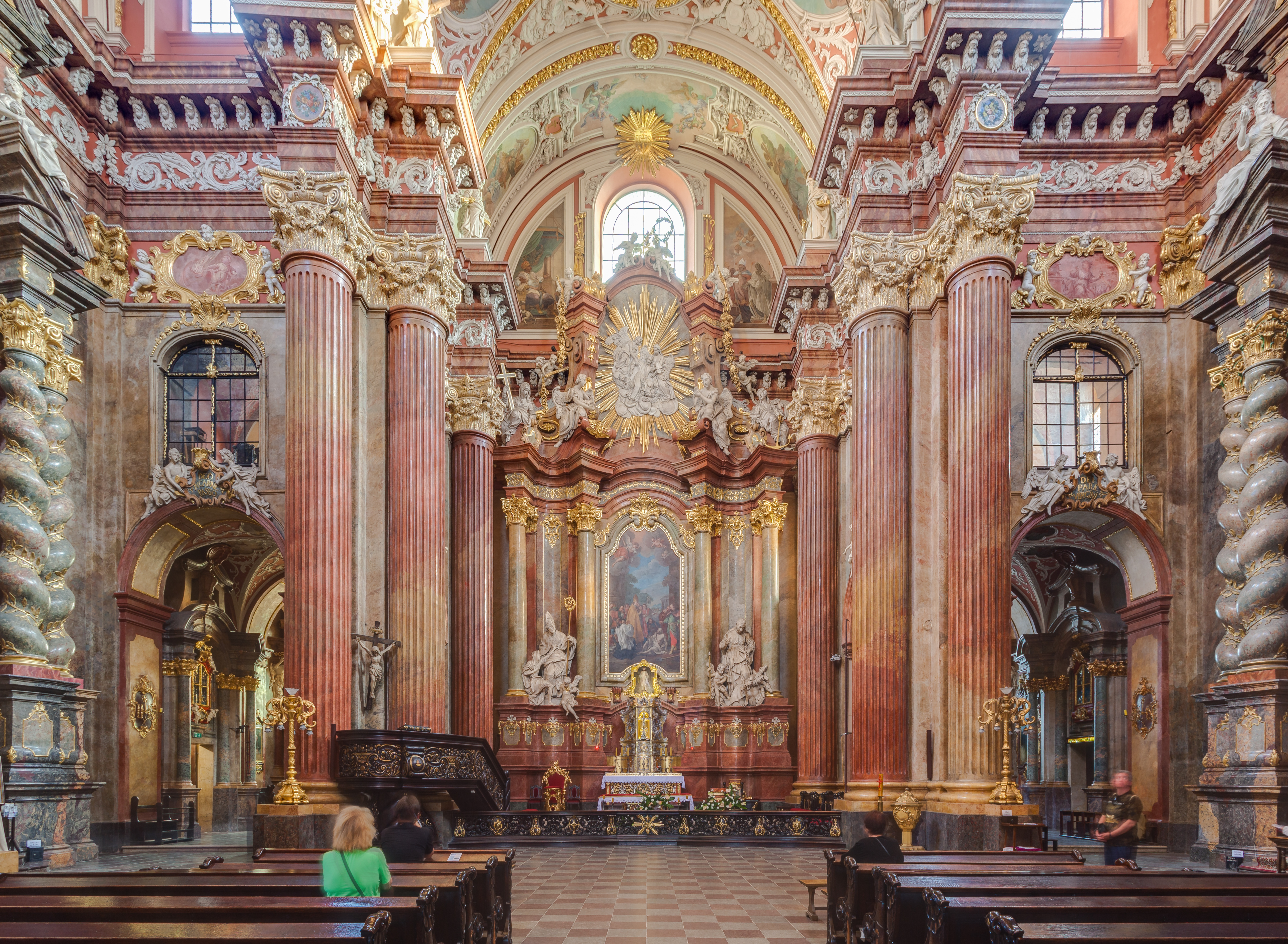
Iglesia colegial de Poznan.

Entre los sitios más destacados para visitar en Poznań están:
- Catedral o basílica de San Pedro y San Pablo.
- Antigua Plaza Mayor (Stary Rynek).
- Ayuntamiento de Poznan (siglo XVI).
- Iglesia parroquial de la ciudad.
- Castillo del Emperador (siglo XIX), construido por los prusianos.
- Museo Nacional (Muzeum Narodowe w Poznaniu)
- Biblioteca de los Raczyński (siglo XIX) y alrededores de la Plaza de la Independencia (Plac Wolności).
- Monumento al Junio de Poznań (allí celebró la Misa Juan Pablo II).
- Feria Internacional de Poznań (las más importantes en Polonia).
- Lago Malta.
- Parque Wilson e invernadero.
- Jardines Zoológicos (Zoo Antiguo, Zoo Nuevo).
- Fortaleza de Poznan.

## Universidades
La ciudad de Poznań es un importante núcleo académico en Polonia. Hay hasta 8 universidades públicas y 18 privadas. Algunas de las universidades de Poznań continúan con su larga tradición de enseñanza, tales como Academia Lubranski, Colegio Jesuita o Universidad de Poznań.
Universidades públicas:
- Universidad Adam Mickiewicz
- Universidad de Medicina "Karol Marcinkowski" (antiguamente Academia de Medicina "Karol Marcinkowski")
- Universidad de Ciencias Naturales (antiguamente Academia Agrícola "August Cieszkowski")
- Universidad de Ciencias Económicas
- Academia de Educación Física "Eugeniusz Piasecki"
- Academia de Bellas Artes
- Academia de Música
- Universidad Politécnica

Institutos públicos científicos e investigación:
- Instituto Occidental "Zygmunt Wojciechowski"
- Biblioteca Kórnicka
- Instituto de Física Molecular
- Instituto de Química Biorgánica
- Instituto de Genética Humana
- Instituto de Genética Vegetal
- Centro de Investigación Cósmica, "Observatorio Astrogeodinámico en Borowcz cerca de Poznań"

## Deporte
El equipo del fútbol más importante de Poznan es Lech Poznań, que juega en la Ekstraklasa y su sede deportiva es el Estadio Municipal de Poznan que tiene capacidad para 42,837 espectadores, el estadio fue sede de la Euro 2012
- Warta Poznań juega en la Ekstraklasa y su estadio es el Dębińska Road Stadium con capacidad para 4,694 espectadores.
- Lech II Poznań juega en la II Liga y su estadio es el Amica Stadium de capacidad de 5,000.

Otros eventos internacionales:
- 2009: XXXIV Campeonato Mundial de Remo, Poznan, lago Malta
- 2010: XXXVIII Campeonato Mundial de Piragüismo, Poznan, lago Malta
- 2011: Campeonato Mundial de Hockey sobre Hierba en Pista Cubierta, Poznan

## Transporte público

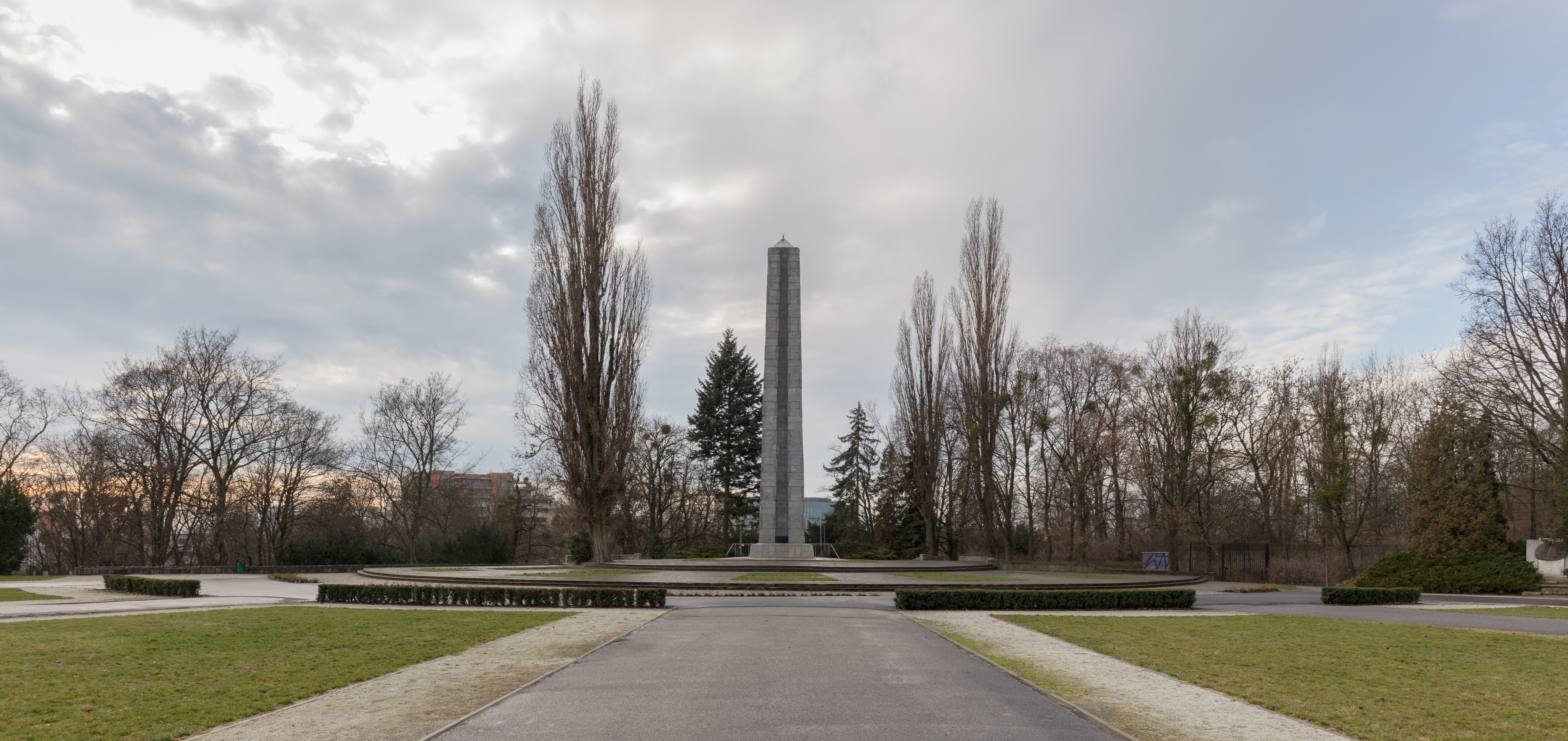
Monumento a los Héroes, Parque Ciudadela.

El transporte público incluye el sistema de autobuses, de tranvías y de tren ligero. Hay rutas diarias de buses (números 45 hasta 98) y buses nocturnos (231 a 252). Los tranvías, el medio de transporte más popular, se numera desde 1 hasta 18 (más número 26 de hora punta y N21 nocturno). Las rutas de tranvías están integradas con tren ligero desde la parada Most Teatralny (centro) a todas líneas con destino a Sobieskiego. 
El transporte diario funciona hasta 22:00-23:00. El nocturno funciona desde 23:00 (todos los días) y va toda la noche cada 30 minutos. Sale de la parada Rondo Kaponiera. 
Los buses 48, 59, 242 nocturno y línea especial L (que cuesta doble de ticket normal) van hasta el aeropuerto.
Los billetes pueden adquirirse en los quioscos o en máquinas en algunas paradas principales. También se pueden comprar a los conductores de tranvía y autobuses, pero solo de noche. El billete sencillo es válido por el tiempo marcado en el ticket - 15, 30 o 60 minutos y sirve a todos los medios de tránsporte urbano. Hay billete diario (24 h) y semanal (7 dni); El semanal cuesta aproximadamente 8 €. A los estudiantes les sirve discuento de 50 %. 
Se paga a las maletas y otro equipaje grande un billete normal.

## Ciudades hermanadas
- Assen (Países Bajos, 1992)
- Braşov (Rumania)
- Brno (República Checa, 1969)
- Győr (Hungría, 2008)
- Hannover (Alemania, 1979)
- Járkov (Ucrania, 1998)
- Jyväskylä (Finlandia, 1979)
- Kutaisi (Georgia)
- Nablus (Cisjordania, 1997)
- Nottinghamshire (Reino Unido,1994)
- Plovdiv (Bulgaria)
- Pozuelo de Alarcón (España, 1992)
- Ra'anana (Israel, 2010)
- Rennes (Francia, 1998)
- Shenzhen (China, 1993)
- Toledo (Estados Unidos,1991)

| Predecesor: Bali | Sede de las Conferencias de las Naciones Unidas sobre el cambio climático 2008 | Sucesor: Copenhague |